# Teemu
Teemu ist ein finnischer männlicher Vorname.

## Herkunft
Teemu ist die finnische Form von Nikodemus (Niko-demus → Teemu), der von dem griechischen Nikodemos abgeleitet ist und „Sieger in der Volksversammlung“ bzw. „Sieger aus dem Volk“ bedeutet.

## Verbreitung
In Deutschland kommt der Name seit 2009 hin und wieder in den Hitlisten vor. Von 2010 bis 2023 wurde er rund 30 Mal gewählt. Den Namen Teemu tragen in der Schweiz 30 Personen (Stand 2023). Der Name wurde in Österreich von 1984 bis 2023 nur zwei Mal berücksichtigt, und zwar im Jahr 2016 und 2018. In Finnland befand sich der Name im Jahr 2004 und 2005 in den Top-50. Von 2001 bis 2023 wurde er etwa 1.200 Mal vergeben. Der Name ist in Schweden ein mäßig beliebter und in den Ländern Dänemark und Norwegen ein seltener Jungenname.

## Namenstag
Der Namenstag von Teemu wird am 1. Juni gefeiert.

## Varianten
Die karelische Variante des Namens Teemu ist Tiemu.

## Namensträger
- Teemu Hartikainen (* 1990), finnischer Eishockeyspieler
- Teemu Kattilakoski (* 1977), finnischer Skilangläufer
- Teemu Pukki (* 1990), finnischer Fußballspieler
- Teemu Pulkkinen (* 1992), finnischer Eishockeyspieler
- Teemu Rannikko (* 1980), finnischer Basketballspieler
- Teemu Riihijärvi (* 1977), finnischer Eishockeyspieler
- Teemu Selänne (* 1970), finnischer Eishockeyspieler
- Teemu Sippo (* 1947), römisch-katholischer Bischof von Helsinki
- Teemu Suninen (* 1994), finnischer Rallye-Fahrer
- Teemu Tamminen (* 1987), finnischer Handballspieler
- Teemu Tainio (* 1979), finnischer Fußballspieler
- Teemu Wirkkala (* 1984), finnischer Speerwerfer